# 圖因萊茨鎮區 (明尼蘇達州貝克縣)
圖因萊茨鎮區（英語：Two Inlets Township）是位於美國明尼蘇達州貝克縣的一個行政鎮區。

## 地方資料
圖因萊茨鎮區的面積為93.10平方千米，當中陸地面積為88.20平方千米，而水域面積為4.90平方千米。根據2020年美國人口普查的數據，當地共有人口208人，而人口密度為每平方千米2.23人。